# Epirhyssa curtisi
Epirhyssa curtisi là một loài tò vò trong họ Ichneumonidae.